# Carinthia VII
Le Carinthia VII est un yacht de luxe dessiné par Tim Heywood et construit par les chantiers allemands Lürssen.
Mis à l'eau en 2002, il appartenait à la milliardaire allemande-autrichienne Heidi Horten (en). Au décès de cette dernière, le yacht a été acquis par le milliardaire argentin Ruben Cherñajovsky.
Le Carinthia VII succède au Carinthia VI, construit en 1973, qui appartenait aussi à la famille Horten.